# Saison 1958-1959 des Celtics de Boston
La saison 1958-1959 des Celtics de Boston est la 13e saison de basket-ball de la franchise américaine de la National Basketball Association (généralement désignée par le sigle NBA).
Les Celtics jouent toutes leurs rencontres à domicile au Boston Garden. Entraînée par Red Auerbach, l'équipe réussit à terminer en tête de la saison régulière de la Division Est.
Les Celtics gagnent leur second titre NBA en battant en finale les Lakers de Minneapolis quatre victoires à zéro.

## Historique

### Draft
| Tour | Choix | Joueur       | Poste | Nationalité | Provenance     |
| ---- | ----- | ------------ | ----- | ----------- | -------------- |
| 1    | 7     | Bennie Swain | F     | États-Unis  | Texas Southern |
| 2    | 15    | Jimmy Smith  | F     | États-Unis  | Franciscan     |

### All-Star Game
Le NBA All-Star Game 1959 s'est déroulé le 23 janvier 1959 dans le Olympia Stadium de Détroit. Trois joueurs des Celtics sont retenus dans le cinq de départ de la sélection Est : Bob Cousy, Bill Russell et Bill Sharman. C'est la troisième sélection consécutive dans le cinq de départ pour ces trois joueurs. Les All-Star de l'Ouest ont battu les All-Star de l'Est 124-108.

### Classement de la saison régulière
| Division Est             | V  | D  | PCT  | GB |
| ------------------------ | -- | -- | ---- | -- |
| Celtics de Boston        | 52 | 20 | .722 | -  |
| Knicks de New York       | 40 | 32 | .556 | 12 |
| Nationals de Syracuse    | 35 | 37 | .486 | 17 |
| Warriors de Philadelphie | 32 | 40 | .444 | 20 |

### Playoffs
|  | Demi-finales de Division | Demi-finales de Division | Demi-finales de Division |                    |   | Finales de Division | Finales de Division | Finales de Division |  |  | Finales NBA | Finales NBA    | Finales NBA |
|  |                          |                          |                          |                    |   |                     |                     |                     |  |  |             |                |             |
|  |                          |                          |                          |                    |   |                     |                     |                     |  |  |             |                |             |
|  |                          | 1                        | Boston Celtics           | 4                  |   |                     |                     |                     |  |  |             |                |             |
|  | Division Est             | 1                        | Boston Celtics           | 4                  |   |                     |                     |                     |  |  |             |                |             |
|  |                          |                          | 3                        | Syracuse Nationals | 3 |                     |                     |                     |  |  |             |                |             |
|  | 2                        | New York Knicks          | 3                        | Syracuse Nationals | 3 | 0                   |                     |                     |  |  |             |                |             |
|  | 2                        | New York Knicks          |                          |                    |   | 0                   |                     |                     |  |  |             |                |             |
|  | 3                        | Syracuse Nationals       | 2                        |                    |   |                     |                     |                     |  |  |             |                |             |
|  |                          |                          |                          |                    |   |                     |                     |                     |  |  | E1          | Boston Celtics | 4           |
|  |                          |                          | O2                       | Minneapolis Lakers | 0 |                     |                     |                     |  |  |             |                |             |
|  |                          |                          |                          |                    |   |                     |                     |                     |  |  |             |                |             |
|  |                          |                          |                          |                    |   |                     |                     |                     |  |  |             |                |             |
|  |                          | 1                        | St. Louis Hawks          | 2                  |   |                     |                     |                     |  |  |             |                |             |
|  | Division Ouest           | 1                        | St. Louis Hawks          | 2                  |   |                     |                     |                     |  |  |             |                |             |
|  |                          |                          | 2                        | Minneapolis Lakers | 4 |                     |                     |                     |  |  |             |                |             |
|  | 2                        | Minneapolis Lakers       | 2                        | Minneapolis Lakers | 4 | 2                   |                     |                     |  |  |             |                |             |
|  | 2                        | Minneapolis Lakers       |                          |                    |   | 2                   |                     |                     |  |  |             |                |             |
|  | 3                        | Detroit Pistons          | 1                        |                    |   |                     |                     |                     |  |  |             |                |             |

#### Demi-finale de Division
Les Celtics sont exemptés au premier tour.

#### Finale de Division
(1) Celtics de Boston vs. (3) Nationals de Syracuse : Boston remporte la série 4-3
- Game 1 @ Boston :  Boston 131, Syracuse 109
- Game 2 @ Syracuse : Syracuse 120, Boston 118
- Game 3 @ Boston : Boston 133, Syracuse 111
- Game 4 @ Syracuse : Syracuse 119, Boston 107
- Game 5 @ Boston : Boston 129, Syracuse 108
- Game 6 @ Syracuse : Syracuse 133, Boston 121
- Game 7 @ Boston : Boston 130, Syracuse 125

### Finales NBA
(E1) Celtics de Boston vs. (W2) Lakers de Minneapolis : Boston remporte les Finales 4-0

#### Résumé
|                       | Match 1 | Match 2 | Match 3 | Match 4 | Score final |
| Celtics de Boston     | 118     | 128     | 122     | 118     | 4           |
| Lakers de Minneapolis | 115     | 108     | 110     | 113     | 0           |

Les scores en couleur représentent l'équipe à domicile. Le score du match en gras est le vainqueur du match.

#### Match 1
| 4 avril 1959 | Rapport | Lakers de Minneapolis 115, Celtics de Boston 118   | Lakers de Minneapolis 115, Celtics de Boston 118 | Lakers de Minneapolis 115, Celtics de Boston 118 |  | Boston Garden, Boston |
| 4 avril 1959 | Rapport | Score par quart-temps : 29-29, 24-36, 31-19, 31-34 |                                                  |                                                  |  | Boston Garden, Boston |
| 4 avril 1959 | Rapport | Elgin Baylor 34                                    | Points                                           | Frank Ramsey 29                                  |  | Boston Garden, Boston |
| 4 avril 1959 | Rapport | Boston mène la série 1 à 0                         |                                                  |                                                  |  | Boston Garden, Boston |

#### Match 2
| 5 avril 1959 | Rapport | Lakers de Minneapolis 108, Celtics de Boston 128   | Lakers de Minneapolis 108, Celtics de Boston 128 | Lakers de Minneapolis 108, Celtics de Boston 128 |  | Boston Garden, Boston |
| 5 avril 1959 | Rapport | Score par quart-temps : 17-32, 31-40, 37-28, 23-28 |                                                  |                                                  |  | Boston Garden, Boston |
| 5 avril 1959 | Rapport | Vern Mikkelsen 24                                  | Points                                           | Bill Sharman 28                                  |  | Boston Garden, Boston |
| 5 avril 1959 | Rapport | Boston mène la série 2 à 0                         |                                                  |                                                  |  | Boston Garden, Boston |

#### Match 3
| 7 avril 1959 | Rapport | Celtics de Boston 123, Lakers de Minneapolis 110   | Celtics de Boston 123, Lakers de Minneapolis 110 | Celtics de Boston 123, Lakers de Minneapolis 110 |  | Minneapolis Auditorium, Minneapolis |
| 7 avril 1959 | Rapport | Score par quart-temps : 35-27, 34-26, 32-32, 22-25 |                                                  |                                                  |  | Minneapolis Auditorium, Minneapolis |
| 7 avril 1959 | Rapport | Tom Heinsohn 26                                    | Points                                           | Larry Foust 26                                   |  | Minneapolis Auditorium, Minneapolis |
| 7 avril 1959 | Rapport | Boston mène la série 3 à 0                         |                                                  |                                                  |  | Minneapolis Auditorium, Minneapolis |

#### Match 4
| 9 avril 1959 | Rapport | Celtics de Boston 123, Lakers de Minneapolis 118          | Celtics de Boston 123, Lakers de Minneapolis 118 | Celtics de Boston 123, Lakers de Minneapolis 118 |  | Minneapolis Auditorium, Minneapolis |
| 9 avril 1959 | Rapport | Score par quart-temps : 34-34, 30-28, 24-25, 30-26        |                                                  |                                                  |  | Minneapolis Auditorium, Minneapolis |
| 9 avril 1959 | Rapport | Bill Sharman 29                                           | Points                                           | Elgin Baylor 30                                  |  | Minneapolis Auditorium, Minneapolis |
| 9 avril 1959 | Rapport | Boston gagne la série 4 à 0 et remporte le titre NBA 1959 |                                                  |                                                  |  | Minneapolis Auditorium, Minneapolis |

## Effectif
| Pos. | Cinq de Départ | Banc         | Réserve          | Inactifs |
| ---- | -------------- | ------------ | ---------------- | -------- |
| Pi   | Bill Russell   | Gene Conley  |                  |          |
| AiF  | Tom Heinsohn   | Bennie Swain |                  |          |
| Ai   | Jim Loscutoff  | Frank Ramsey | Lou Tsioropoulos |          |
| Ar   | Bill Sharman   | Sam Jones    |                  |          |
| Me   | Bob Cousy      | K.C. Jones   |                  |          |

## Statistiques

### Saison régulière
| Joueur           | Matchs | Min./m. | % Tir | % LF | Rbds/m. | Pass/m. | Pts/m. |
| ---------------- | ------ | ------- | ----- | ---- | ------- | ------- | ------ |
| Gene Conley      | 50     | 13.3    | .328  | .578 | 5.5     | 0.4     | 4.2    |
| Bob Cousy        | 65     | 37.0    | .384  | .855 | 5.5     | 8.6     | 20.0   |
| Tom Heinsohn     | 66     | 31.7    | .390  | .798 | 9.7     | 2.5     | 18.8   |
| K.C. Jones       | 49     | 12.4    | .339  | .603 | 2.6     | 1.4     | 3.5    |
| Sam Jones        | 71     | 20.6    | .434  | .770 | 6.0     | 1.4     | 10.7   |
| Jim Loscutoff    | 66     | 25.5    | .353  | .738 | 7.0     | 0.9     | 8.3    |
| Frank Ramsey     | 72     | 28.0    | .378  | .782 | 6.8     | 2.0     | 15.4   |
| Bill Russell     | 70     | 42.6    | .457  | .598 | 23.0    | 3.2     | 16.7   |
| Bill Sharman     | 72     | 33.1    | .408  | .932 | 4.1     | 2.5     | 20.4   |
| Bennie Swain     | 58     | 12.2    | .406  | .609 | 4.5     | 0.5     | 4.6    |
| Lou Tsioropoulos | 35     | 13.9    | .316  | .758 | 3.1     | 0.6     | 4.1    |

### Playoffs
| Joueur        | Matchs | Min./m. | % Tir | % LF  | Rbds/m. | Pass/m. | Pts/m. |
| ------------- | ------ | ------- | ----- | ----- | ------- | ------- | ------ |
| Gene Conley   | 11     | 14.3    | .364  | .462  | 6.8     | 0.6     | 4.9    |
| Bob Cousy     | 11     | 41.8    | .326  | .745  | 6.9     | 10.8    | 19.5   |
| Tom Heinsohn  | 11     | 31.6    | .414  | .661  | 8.9     | 2.9     | 19.9   |
| K.C. Jones    | 8      | 9.4     | .250  | 1.000 | 1.5     | 1.3     | 1.9    |
| Sam Jones     | 11     | 17.5    | .370  | .846  | 5.7     | 1.5     | 10.3   |
| Jim Loscutoff | 11     | 23.6    | .345  | .524  | 6.6     | 1.2     | 8.1    |
| Frank Ramsey  | 11     | 27.5    | .495  | .802  | 6.2     | 1.8     | 23.2   |
| Bill Russell  | 11     | 45.1    | .409  | .612  | 27.7    | 3.6     | 15.5   |
| Bill Sharman  | 11     | 29.3    | .425  | .966  | 3.3     | 2.5     | 20.1   |
| Bennie Swain  | 5      | 5.4     | .333  | .500  | 2.8     | 0.2     | 1.0    |

## Récompenses
- Bob Cousy, All-NBA First Team (pour la huitième fois)
- Bill Russell, All-NBA First Team (pour la seconde fois)
- Bill Sharman, All-NBA First Team (pour la sixième fois)